# In Your Head
In Your Head (englisch für „in deinem Kopf“) ist ein Lied des US-amerikanischen Rappers Eminem. Der Song ist auf seinem neunten Soloalbum Revival, das am 15. Dezember 2017 veröffentlicht wurde, enthalten.

## Inhalt
Auf In Your Head rappt Eminem über die negativen Seiten seiner Karriere, die er im Nachhinein bereue und die ihn immer wieder einholten. So hadert er vor allem mit seinem Alter Ego Slim Shady, über das er seine persönlichen Probleme und Aggressionen in Songs verpackt und in die Öffentlichkeit getragen habe. Eminem blickt zurück und kommt zu dem Schluss, dass er sein reales Leben mehr von seiner Musik hätte trennen sollen. Dabei entschuldigt er sich unter anderem bei seiner Tochter Hailie, deren Privatleben teilweise öffentlich wurde.

“Hailie, baby, I didn’t mean to make you eighty

Percent of what I rapped about

Maybe I shoulda did a better job at separating

Shady and entertaining from real life

But this fame thing is still the hardest thing to explain”

## Produktion
Der Song wurde von dem US-amerikanischen Musikproduzenten Scram Jones produziert, wobei er ein Sample aus dem Refrain des Lieds Zombie von der irischen Rockgruppe The Cranberries, aus dem Jahr 1994, verwendete. Als Autoren fungierten Eminem, Scram Jones und Dolores O’Riordan, die Sängerin der Cranberries.

## Rezeption

### Chartplatzierungen
Obwohl In Your Head nicht als Single erschien, erreichte es nach Veröffentlichung des zugehörigen Albums Revival aufgrund von Streaming und Downloads am 28. Dezember 2017 Platz 19 im Vereinigten Königreich und konnte sich zwei Wochen lang in den Top 100 halten.
| ChartsChartplatzierungen     | Höchstplatzierung | Wochen |
| ---------------------------- | ----------------- | ------ |
| Vereinigtes Königreich (OCC) | 19 (2 Wo.)        | 2      |

### Auszeichnungen für Musikverkäufe
| Land/Region       | Auszeichnungen für Musikverkäufe (Land/Region, Auszeichnung, Verkäufe) | Verkäufe |
| ----------------- | ---------------------------------------------------------------------- | -------- |
| Australien (ARIA) | Gold                                                                   | 35.000   |
| Insgesamt         | 1× Gold ·                                                              | 35.000   |

Hauptartikel: Eminem/Auszeichnungen für Musikverkäufe